# Улица Палму (Рига)
Улица Па́лму (латыш. Palmu iela) — улица в Видземском предместье города Риги, в микрорайоне Тейка. Начинается от Бривибас гатве и заканчивается перекрёстком с улицей Берзпилс, у железнодорожной линии Рига — Лугажи.
Общая длина улицы составляет 442 метра. На всём протяжении имеет асфальтовое покрытие. Общественный транспорт по улице не курсирует, но на Бривибас гатве есть остановка «Palmu iela». В створе улицы оборудован пешеходный переход через железную дорогу, выходящий к 1-й линии Чиекуркална.

## История
Улица Палму впервые упоминается в 1902 году под названием Пальмовая улица (нем. Palmstrasse). Переименований улицы не было.
По нечётной стороне в начале улицы сохранилось несколько исторических зданий.

## Прилегающие улицы
Улица Палму пересекается со следующими улицами:
- Бривибас гатве
- улица Майя
- улица Кауказа
- улица Ропажу
- улица Вийциема
- улица Берзпилс